# Punk-O-Rama 5
Punk-O-Rama 5 is het vijfde compilatiealbum uit de Punk-O-Rama-serie van Epitaph Records.
Alle zijn nummers al eerder uitgegeven met uitzondering van de nummers "Pump Up the Valium" van NOFX en "Problematic" van All. Het nummer van NOFX verscheen later op het verzamelalbum 45 or 46 Songs That Weren't Good Enough to Go on Our Other Records.
"Secure Horizons" van Guttermouth werd later opnieuw opgenomen voor het album Covered With Ants. "Good Rats" van Dropkick Murphys is ook later opnieuw opgenomen, voor het album Sing Loud, Sing Proud. Het Rancid-nummer "Poison" was een demoversie van het nummer op Rancid.

## Nummers
1. "Pump up the Valium" (NOFX) - 1:46
2. "Problematic" (All) - 1:22
3. "No Cigar" (Millencolin) - 2:45
4. "Smash It Up" (The (International) Noise Conspiracy) - 3:14
5. "Close Minded" (Vision) - 2:41
6. "Poison" (Rancid) - 1:18
7. "Secure Horizons" (Guttermouth) - 2:57
8. "Panic" (Osker) - 2:21
9. "Better Be Women" (Dwarves) - 2:35
10. "Slow Motion Riot" (98 Mute) - 2:57
11. "We Have to Figure It Out Tonight" (Beatsteaks) - 1:37
12. "Guilty by Association" (H2O) - 2:25
13. "Hold It Down" (Madball) - 2:19
14. "Happy" (Straight Faced) - 3:42
15. "Refused Are Fucking Dead" (Refused) - 5:45
16. "Lookin' Out for #1" (Death By Stereo) - 2:22
17. "1.80 Down" (Bombshell Rocks) - 3:28
18. "Good Rats" (Dropkick Murphys) - 3:03
19. "Kid" (The Bouncing Souls) - 2:51
20. "What Ever" (Satanic Surfers) - 2:17
21. "Badge of Pride" (Pennywise) - 3:35
22. "Gone" (Pulley) - 2:22
23. "The Game" (Union 13) - 2:33
24. "Stranded in the Jungle" (Voodoo Glow Skulls) - 3:05
25. "The Hives - Introduce the Metric System in Time" (The Hives) - 2:06
26. "Automatic Teller" (New Bomb Turks) - 2:43
27. "Evil Dead" (Zeke) - 1:09
28. "Riot Riot Upstart" (Agnostic Front) - 2:14